# Joseph Conrad

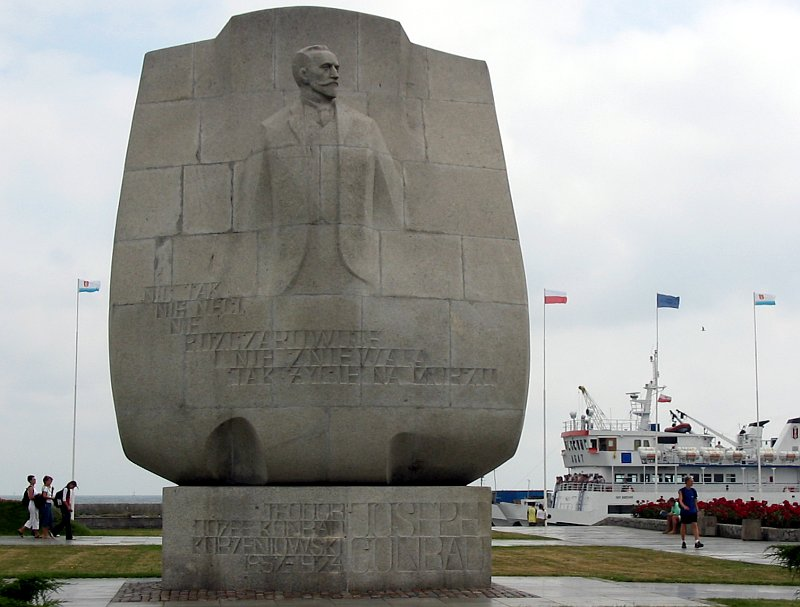
Conrad horgony alakú emlékműve Gdyniában, a Balti-tenger partján.

Joseph Conrad (eredetileg Nałecz nemzetségbeli Józef Teodor Konrad Korzeniowski) (Orosz Birodalom, Bergyicsev, 1857. december 3. – Egyesült Királyság, Bishopsbourne (Canterbury mellett), 1924. augusztus 3.) lengyel származású angol regényíró.
Az akkoriban az Orosz Birodalomhoz tartozó Ukrajnában, Bergyicsevben (lengyelül Berdyczów) született. Szüleit korán elvesztette; nagybátyja nevelte fel.
Miután megtanult franciául, hajóra szegődött, és négy év alatt három utat tett meg a nyugat-indiai szigetvilágba. Súlyos anyagi problémái miatt 1878 márciusában öngyilkosságot kísérelt meg. Nagybátyja ekkor a segítségére sietett, és júniusban Conrad partra szállt Angliában, ahol nyolc év múlva megkapta az állampolgárságot. 36 éves korában befejezte tengerészi karrierjét, miután beutazta szinte az egész Földet Dél-Amerikától Ausztráliáig, és letelepedett Angliában. 1896-ban feleségül vette Jessie George-ot, akitől később két fia született (Borys és John). Kentbe költözött, és néhány francia és lengyel látogatástól eltekintve ott is élt élete végéig. Szívrohamban halt meg 1924 augusztusában. Canterburyben temették el, sírkövén a lengyel neve látható.

## Életpályája

### Ifjúi évei
Jozef Teodor Konrad Nalecz Korzeniowski az orosz uralom alatt álló lengyel Berdyczówban született, 1857. december 3-án. Apja a 27 éves Apollo Korzeniowski, anyja a 26 esztendős Ewelina Bobrowska volt. 1862-ben apját Vologdába száműzték, amiért tagja volt a titkos Lengyel Nemzeti Tanácsnak. Családja is vele tartott. Édesanyja egészsége megromlott a száműzetés nehézségei között, 1865. április 6-án meghalt. Ezt követően Conradot nagybátyjához, Tadeusz Bobrowskihoz küldték Kijevbe. Apja 1868-ban térhetett vissza Lembergbe, Conrad itt járt iskolába. Egy évvel később átköltöztek Krakkóba. Conrad a Szent Anna Gimnázium tanulója lett. Apja halála (1869. május 23.) után a következő években Pulman, a helyi egyetem tanulója felügyelte Conrad tanulmányait. 1872-ben nem sikerült megkapnia az osztrák állampolgárságot. Ekkor említette nagybátyjának először, hogy tengerészeti pályára állna. Egy évvel később Pulmannal Németországban, Svájcban és Olaszországban nyaralt, ekkor pillantotta meg először a tengert Velencében.

### Tengerészkarrierje
1874. október 14-én, 16 évesen elhagyta Krakkót, és Marseille-be utazott. A francia tengerészet szolgálatába lépett és a következő két évben a Mont Blanc nevű hajón teljesített szolgálatot Marseille, Martinique és Le Havre között, majd két éven át (1876–1877) a St-Antoine fedélzetén szolgált a nyugat-indiai szigetvilág területén.
Húszévesen részesedést vásárolt a Tremolino nevű egyárbócos hajóból, amelyen Marseille-ből Spanyolországba csempésztek fegyvereket az ottani felkelőknek. 1878-ban egy szerelmi ügy miatt párbajt vívott az amerikai J. M. K. Blunttal, amely során súlyos mellkasi sérülést szenvedett, de mivel a golyó nem ért létfontosságú szervet, ezért hamarosan felépült. (Egyes források szerint azonban nem párbaj, hanem öngyilkossági kísérlet történt.) Konstantinápolyba utazott egy angol gőzös, a Mavis fedélzetén. Június 18-án lépett először angol földre Lowestoftnál.
1878-tól matrózként dolgozott először Anglia keleti partjai mentén, majd London és Ausztrália között, végül a Földközi-tenger térségében. Két évvel később kereskedelmi hajókon teljesített tisztként szolgálatot (1880: harmadtiszti, 1883: első tiszti, 1886: kapitányi képesítés megszerzése). Bejárta az egész Földet, útjai során járt többek között Madrasban, Bombayben (a híres Narcissus-szal), Szingapúrban, Jáva és Borneó szigetén, valamint Bangkokban. Kapitányként először 1888–89-ben dolgozott az Otago fedélzetén, a Bangkok–Sydney–Mauritius–Port Adelaide útvonalon. 1886. augusztus 19-én megkapta a brit állampolgárságot.
1890-ben belga szolgálatba állt, és a Roi des Belges fedélzetén hajózott a Kongó folyón Belga Kongó területén. (Ez az út adta a vázát A sötétség mélyén című kisregényének.) Köszvény, láz és vérhas gyötörte az út során. 1891-ben a Barr, Moering és Társa cég raktárépületeit kezelte a Temze partján, majd három éven át első tiszt volt a Torrens-en, a Plymouth–Adelaide–Fokváros–Szent Ilona–London útvonalon. 1893–1894-ben másodtiszt az Adowa fedélzetén, London és Rouen között. 1894. január 14-én, harminchat évesen befejezte tengerész karrierjét, és Angliában telepedett le.

### Írói karrierje
1895-ben megjelent az Almayer légvára (Almayer's Folly) Londonban, mely 1889 és 1895 között a tengeren és a kikötőkben íródott. Ekkor Londonban élt. 1896. március 24-én feleségül vette Jessie George-ot. Bretagne-ba utaztak nászútra. Ebben az évben megjelent A szigetek száműzöttje (An Outcast of the Islands), a következő évben a Narcissus négere (The Nigger of the 'Narcissus'), majd 1898-ban első elbeszéléskötete Tales of Unrest címmel. 1898-ban, negyvenéves korában megszületett első fia, Borys. Családjával Kentbe költözött. 1899-ben Maurice Hewlett-tel és Sydney Lee-vel megosztva kapta a London Academy 150 guineás díját a Tales of Unrest cimu elbeszélés-kötetért. Sorra jelentek meg művei: 1899: A sötétség mélyén (Heart of Darkness), 1900: Lord Jim, 1902: Tájfun (Typhoon), Ifjúság (Youth), Minden kötél szakad… (The End of the Tether). 1903: "Amy Foster", "Falk", "Holnap" (Tomorrow), 1904: Nostromo, 1906: The Mirror of the Sea, 1907: A titkosügynök (The Secret Agent), 1908: A Set of Six. Közben 1905-től rendszeres nyugdíjat kapott William Rothenstein és Edmund Gosse közbenjárásának köszönhetően. Négy hónapig a kontinensen utazgatott. A következő évben két hónapot Franciaországban töltött Montpellierben és megszületett kisebbik fia, John Alexander. 1907-ben Luton mellé költözött, Bedfordshire-be. 1909-ben visszaköltözött Kentbe. 1911-től újabb művei jelentek meg: Nyugati szemmel (Under Western Eyes), 1912: Emlékképek (Some Reminiscences: A Personal Record). Twixt Land and Sea, 1914: Véletlen (Chance). 1915: Within the Tides, Győzelem (Victory).
1914-ben Lengyelországba utazott családjával, és az első világháború kitörése miatt csak Frederic Courtland Penfield, az ausztriai amerikai nagykövet segítségével jutottak vissza Angliába az év novemberében. 1916-ban tengerészeti támaszpontokat látogatott meg az Északi-tengeren a minisztérium meghívására. 1917-ben készült el Az árnyéksáv (The Shadow-Line). A következő években (1917—1920) előszavakat írt összegyűjtött műveihez. Közben elkészült több új műve, 1919: The Arrow of Gold, 1920: The Rescue. Megírta A titkosügynök dramatizált változatát, melyet 1922 novemberében Londonban mutattak be. 1921: Notes on Life and Letters, 1923: The Rover.
1919-ben egy Oswalds nevű házba költözött Bishopsbourne-ben, közel Canterburyhez. 1921-ben Korzikára utazott feleségével. Hatvanhat évesen, 1923. áprilisától júniusig az Egyesült Államokban tett látogatást. Ekkor utazott a tengeren utoljára. Május 10-én felolvasást tartott a Győzelemből New Yorkban, Mrs. Arthur Curtiss James házában. 1924-ben visszautasította a lovagi címet. Augusztus 3-án váratlanul életét vesztette szívinfarktus következtében Bishopsbourne-ben. Canterburyben helyezték végső nyugalomba.

## Művei

### Regényei és kisregényei
- Almayer's Folly (Almayer légvára) (1895)
- An Outcast of the Islands (A szigetek száműzöttje) (1896)
- The Nigger of the 'Narcissus' (A Narcissus négere) (1897)
- Heart of Darkness (A sötétség mélyén) (1899)
- Lord Jim (1900)
- The Inheritors (Az örökösök) (Ford Madox Forddal; 1901)
- Typhoon (Tájfun) (1902; 1899-ben kezdte)
- Romance (Románc) (Ford Madox Forddal; 1903)
- Nostromo (1904)
- The Secret Agent (A titkosügynök) (1907)
- Under Western Eyes (Nyugati szemmel) (1911)
- Chance (Véletlen) (1913)
- Victory (Győzelem) (1915)
- The Shadow Line (Az árnyéksáv) (1917)
- The Arrow of Gold (Az arany nyíl) (1919)
- The Rescue (A mentés) (1920)
- The Nature of a Crime (Egy bűncselekmény természete) (Ford Madox Forddal; 1923)
- The Rover (A vándor) (1923)
- Suspense (Kétség) (befejezetlen, posztumusz jelent meg; 1925)

### Elbeszélései
- "The Idiots" (Az idióták) (Conrad első elbeszélése, melyet nászútján írt; első kiadás: Savo, 1896; gyűjteményben: Tales of Unrest, 1898)
- "The Black Mate" (1886; első kiadás: 1908; gyűjteményben: Tales of Hearsay, 1925)
- "The Lagoon" (1896; első kiadás: Cornhill Magazine, 1897; gyűjteményben: Tales of Unrest, 1898)
- "An Outpost of Progress" ("A haladás előőrse") (1896; első kiadás: Cosmopolis 1897; gyűjteményben: Tales of Unrest, 1898). Conrad szerint legjobb elbeszélése; gyakran hasonlítják A sötétség mélyénhez, mellyel sok közös témája van.
- "The Return" (kb. 1897 eleje; gyűjteményben: Tales of Unrest, 1898). Conrad, legtöbb olvasója véleményét megjósolva egyszer megjegyezte, hogy "gyűlöli".
- "Karain: A Memory" (1897. február–április; első kiadás: Blackwood's, 1897. november; gyűjteményben: Tales of Unrest, 1898)
- "Youth" ("Ifjúság") (1898; gyűjteményben: Youth, a Narrative and Two Other Stories, 1902)
- "Falk" (1901 eleje; gyűjteményben: Typhoon and Other Stories, 1903)
- "Amy Foster" (1901; első kiadás: Illustrated London News, 1901. december; gyűjteményben: Typhoon and Other Stories, 1903)
- "To-morrow" ("Holnap) (1902 eleje; első kiadás sorozatban: Pall Mall Magazine, 1902; gyűjteményben: Typhoon and Other Stories, 1903)
- "The End of the Tether" ("Minden kötél szakad…") (1902; gyűjteményben: Youth, a Narrative and Two Other Stories, 1902)
- "Gaspar Ruiz" (1904–05; első kiadás: Strand Magazine, 1906; gyűjteményben: A Set of Six, 1908). Conrad egyetlen elbeszélése amelyet maga ültetett filmre: Gaspar the Strong Man (1920).
- "An Anarchist" (1905; első kiadás: Harper's, 1906; gyűjteményben: A Set of Six, 1908)
- "The Informer" (1906. január előtt; első kiadás: Harper's, 1906. december; gyűjteményben: A Set of Six, 1908)
- "The Brute" (1906 eleje; első kiadás: The Daily Chronicle, 1906. december; gyűjteményben: A Set of Six, 1908)
- "The Duel" (más néven: "The Point of Honor": első kiadás sorozatban: Pall Mall Magazine, 1908 eleje; gyűjteményben: A Set of Six, 1908)
- "Il Conde" (első kiadás: Cassell's 1908; gyűjteményben: A Set of Six, 1908)
- "The Secret Sharer" ("A titokzatos idegen") (1909. december; első kiadás: Harper's, 1910; gyűjteményben: Twixt Land and Sea, 1912)
- "Prince Roman" (1910; első kiadás: Oxford and Cambridge Review, 1911). A lengyel Roman Sanguszko herceg (1800–1881) életéről szól.
- "A Smile of Fortune" (1910 közepe; első kiadás: London Magazine, 1911. február; gyűjteményben: Twixt Land and Sea, 1912)
- "Freya of the Seven Isles" (1910 vége–1911 eleje; első kiadás: Metropolitan Magazine, 1912; gyűjteményben: Twixt Land and Sea, 1912)
- "The Partner" ("Az üzlettárs") (1911; első kiadás gyűjteményben: Within the Tides, 1915)
- "The Inn of the Two Witches" (1913; első kiadás gyűjteményben: Within the Tides, 1915)
- "Because of the Dollars" (1914; első kiadás gyűjteményben: Within the Tides, 1915)
- "The Planter of Malata" (1914; első kiadás gyűjteményben: Within the Tides, 1915)
- "The Warrior's Soul" ("A katona lelke") (1915–1916 eleje; első kiadás Land and Water, 1917. március; gyűjteményben: Tales of Hearsay, 1925)
- "The Tale" (1916; első kiadás: Strand Magazine, 1917). Conrad egyetlen elbeszélése az első világháborúról.
- Tales of Hearsay (1925) (novellagyűjtemény, posztumusz jelent meg)

### Memoárok és esszék
- The Mirror of the Sea (1906) (önéletrajzi indíttatású esszék gyűjteménye)
- A Personal Record (más néven Some Reminiscences) (1912)
- Notes on Life and Letters (1921)
- Last Essays (1926) (posztumusz jelent meg)

### Kritikák
Chinua Achebe „mélyen fajgyűlölőnek” ("thoroughgoing racist") nevezte "An Image of Africa: Racism in Conrad's 'Heart of Darkness'" című cikkében.

## Magyarul

### 1944-ig
- Félvér; ford. Kiss Dezső; Genius, Bp., 1925 (Conrad Joseph munkái)
- Az arany nyíl; ford. Szinnai Tivadar; Genius, Bp., 1925 (Conrad Joseph munkái)
- Az árnyékvonal; ford. Kiss Dezső; Genius, Bp., 1926 (Olcsó akció)
- A "Narcisszus" négere. Regény; ford. Latzkó Hugó; Pantheon, Bp., 1927 (A regény mesterei)
- A szigetek száműzöttje; ford. Pogány Kázmér; Pantheon, Bp., 1928 (A modern regény klasszikusai)
- Öregek és fiatalok. Kis regények; ford. Neményi Imre, Gaál Andor; Pantheon, Bp., 1929 (A kiválasztottak)
- Látomás a vizek felett Joseph Conrad; átdolg. Tiszay Andor; Forrás Ny., Bp., 1944 (Conrad Joseph regényei)

### 1945–1989
- A "Sagamore" pusztulása Joseph Conrad; ford. Elek István; Hungária Ny., Bp., 1948 (Forintos regény)
- Whalley kapitány éjszakája; ford. Neményi Imre; Hungária, Bp., 1948 (Forintos regény)
- Lord Jim. Regény; ford. Örkény István; Hungária, Bp., 1949
- A Narcissus négere / A sötétség mélyén / Ifjúság; ford. Vámosi Pál; Szlovákiai Szépirodalmi Kiadó, Bratislava, 1960
- Ifjúság / A titokzatos idegen / Üzlettárs; ford. Katona Tamás, Vámosi Pál; Magyar Helikon–Európa, Bp., 1967 (Helikon kiskönyvtár)
- Tájfun; ford. Katona Tamás; in: Tájfun. Klasszikus angol kisregények; vál., jegyz. Osztovits Levente; Európa, Bp., 1968 (A világirodalom remekei)
- Győzelem. Regény; ford. Vámosi Pál; utószó Vajda Miklós; Szépirodalmi, Bp., 1970 (Olcsó könyvtár)
- Lord Jim. Regény; ford. Örkény István; Európa, Bp., 1972 (A világirodalom remekei)
- Nostromo. Tengerparti történet; ford. Rubin Péter; Európa, Bp., 1973
- A sötétség mélyén; ford. Vámosi Pál, Katona Tamás, utószó Katona Tamás; Szépirodalmi, Bp., 1977 (Olcsó könyvtár)
- A haladás előörse. Kisregények és elbeszélések; ford. Balabán Péter, Mészáros Klára, Vámosi Pál, vál. Vámosi Pál; Európa, Bp., 1979
- Az árnyéksáv. Kisregények és elbeszélések; ford. Katona Tamás, Szilágyi Tibor, Vámosi Pál, vál. Vámosi Pál; Európa, Bp., 1978
- Nyugati szemmel. Regény; ford. Vámosi Pál; Európa, Bp., 1982
- Almayer légvára; ford. Örkény István, Vámosi Pál; Európa, Bp., 1983
- A titkosügynök. Regény; ford. Gy. Horváth László; Európa, Bp., 1986
- A szörnyeteg; ford. Bálint Lajos; in: Különös történetek; szerk. Rónaszegi Miklós; Móra, Bp., 1987

### 1990–
- Emlékképek; ford. Bojtár Péter; in: Folytatásos önéletrajz; szerk. Bojtár Endre; Osiris-Századvég–2000, Bp., 1994 (Arany-Közép-Európa)
- Véletlen; ford. Tótfalusi István; Európa, Bp., 2008
- A párbaj. Elbeszélések; ford. Bojtár Péter; vál., szerk., bev. Bojtár Endre; Európa, Bp., 2010
- Ford Madox Ford–Joseph Conrad: Az örökösök; ford. J. Magyar Nelly; Metropolis Media, Bp., 2015 (Galaktika fantasztikus könyvek)
- To-morrow / Holnap; ford. Bánki Veronika; Kossuth, Bp., 2018 (Angol-magyar kétnyelvű klasszikusok)